# حزب پاکاتان هاراپان
ائتلاف امید (مالایی: Pakatan Harapan) یک ائتلاف سیاسی مالزی است که متشکل از احزاب چپ میانه و راست میانه است که در سال ۲۰۱۵، برای جانشینی ائتلاف پاکاتان راکیات شکل گرفت. بعد از برنده شدن در انتخابات سراسری مالزی در سال ۲۰۱۸، تا فوریه ۲۰۲۰، به مدت ۲۲ ماه در سطح فدرال، ائتلاف حاکم بود تا اینکه در پی بحران سیاسی مالزی در سال ۲۰۲۰ قدرت را از دست داد. این ائتلاف، در انتخابات سال ۲۰۱۸ دولت ائتلاف باریسان ناسیونال را کنار زد، و به حکمرانی ۶۰ ساله‌اش از زمان استقلال (با در نظر گرفتن حزب سلف آن، حزب اتحاد) خاتمه داد.
در حال حاضر با در اختیار داشتن ۸۲ کرسی در دوان راکیات، بزرگ‌ترین ائتلاف را تشکیل داده‌است. در سطح ایالتی در ۷ ایالت پنانگ، سلانگور، نگاری سمبیلان، پراک، پاهانگ، ملاکا و صباح از ۱۳ ایالت کشور، ائتلاف حاکم است. هم چنین دو سوم اکثریت مجلس قانونگذاری ایالتی در پنانگ و سلانگور را در اختیار دارد. این ائتلاف هم چنین دوسوم اکثریت در مجلس قانونگذاری ایالتی پنانگ و سلانگوررا در اختیار دارد.
ائتلاف متشکل از حزب حرکت دموکرات، حزب عدالت مردم، حزب اعتماد ملی و سازمان متحد پیشرفت خواه کالیبانو است. متحدان اصلی آن، اتحاد دموکراتیک متحد مالزی است. 
بعد از استعفای صاحب مقام و نخست‌وزیر مالزی، مهاتیر محمد در فوریه ۲۰۲۰، درست بعد از ۲۲ ماه صاحب مسئولیت (در قیاس با ۲۲ سال نخست‌وزیری همراه با یو ام ان اّ)، و حزب بومی تباران متحد مالزی همراه با ۱۱ نماینده مجلس از حزب عدالت مردم که از ائتلاف خارج شدند، ائتلاف اکثریت را در پارلمان از دست داد و از قدرت ساقط شد.